# Liste der Kulturdenkmäler in Mandern
In der Liste der Kulturdenkmäler in Mandern sind alle Kulturdenkmäler der rheinland-pfälzischen Ortsgemeinde Mandern aufgeführt. Grundlage ist die Denkmalliste des Landes Rheinland-Pfalz (Stand: 8. Februar 2023).

## Einzeldenkmäler
| Bezeichnung                          | Lage                                                    | Baujahr | Beschreibung                                                                                    | Bild                                    |
| ------------------------------------ | ------------------------------------------------------- | ------- | ----------------------------------------------------------------------------------------------- | --------------------------------------- |
| Katholische Pfarrkirche St. Wendelin | Hans-Bilstein-Straße 2 Lage                             | 1922    | zweischiffige Hallenkirche, 1922, romanischer Turm                                              | weitere Bilder Fotos hochladen          |
| Brunnen                              | Hauptstraße, zwischen Nr. 5 und 8 Lage                  | 1859    | Laufbrunnen, bezeichnet 1859                                                                    | Fotos hochladen                         |
| Unterste Mühle                       | Mühlenweg 1 Lage                                        | 1861    | ehemalige Mahlmühle; zweiflügelige Hofanlage, 1861, Erweiterung gegen Ende des 19. Jahrhunderts | BW                                      |
| Wegekreuz                            | Zerfer Straße, Ecke Mühlenweg Lage                      | 1785    | Schaftkreuz, Rotsandstein, bezeichnet 1785                                                      | BW                                      |
| Wegekreuz                            | östlich des Ortes an der K 68                           | 1877    | Schaftkreuz, Rotsandstein, bezeichnet 1877                                                      | Direkt Bild zu diesem Denkmal hochladen |
| Brücke                               | südlich des Ortes beim Siebenbornweiher Lage            | 1775    | Brücke über den Siebenborn; einbogige Steinbrücke, wohl von 1775                                | BW                                      |
| Wegekreuz                            | westlich des Ortes an der K 68, nahe dem Zuckerhut Lage | 1808    | Altarkreuz, Rotsandstein, bezeichnet 1808                                                       | BW                                      |

## Ehemalige Kulturdenkmäler
| Bezeichnung | Lage                | Baujahr | Beschreibung                                                       | Bild            |
| ----------- | ------------------- | ------- | ------------------------------------------------------------------ | --------------- |
| Quereinhaus | Hauptstraße 20 Lage | 1858    | schlichtes Quereinhaus, bezeichnet 1858; aus Denkmalliste gelöscht | Fotos hochladen |